# Canaanimys maquiensis
Canaanimys maquiensis (лат.) — ископаемый вид млекопитающих, отряда грызунов, живших в около 41 млн лет назад на территории Перу. Является одним из самых ранних из известных представителей парвотряда Caviomorpha.
Род назван и описан группой исследователей в 2011 году. Родовое название образовано от Canaan, имя местной общины народа шипибо, и греческого слова mys — «мышь». Видовое название maquiensis образован от местности Maquía неподалёку от города Контамана на северо-востоке Перу, где были найдены окаменелости. Голотип MUSM 1890 принадлежит небольшому грызуну, с массой тела около 40 г. Судя по форме и характеристикам зубов, питался он мягкими семенами и тканями растений.